# David Rangel
David Rangel (* 12. November 1969 in San Luis Potosí, San Luis Potosí) ist ein ehemaliger mexikanischer Fußballspieler, der im Mittelfeld agierte. 

## Leben

### Verein
Rangel begann seine Karriere als Profifußballspieler 1988 bei seinem Heimatverein Atlético Potosino, für den er sein Debüt in der mexikanischen Primera División in einem am 27. November 1988 ausgetragenen Auswärtsspiel beim CD Irapuato gab, das seine Mannschaft 0:3 verlor. 
Nachdem die Potosinos am Ende der Saison 1988/89 in die zweite Liga abgestiegen waren, wechselte Rangel zum Tampico-Madero FC, der sich jedoch zum Ende der Saison 1989/90 aus finanziellen Gründen aus der Primera División zurückzog, so dass Rangel erneut den Verein wechseln musste, um weiterhin erstklassig zu spielen. 
Die nächsten sechs Spielzeiten stand Rangel beim Hauptstadtverein Cruz Azul unter Vertrag, mit dem er in der Saison 1994/95 Vizemeister wurde und in der darauffolgenden Spielzeit im CONCACAF Champions’ Cup spielte. Zwar gewannen die Cementeros den Wettbewerb im Juli 1996, doch weil Rangel kurz zuvor zum Deportivo Toluca FC gewechselt war, gehörte er nicht mehr zur Siegermannschaft. 
In den folgenden Jahren erlebte Rangel seine erfolgreichsten Jahre als Profispieler und wurde mit den Diablos Rojos zwischen 1998 und 2000 dreimal mexikanischer Meister. Nach zwei Zwischenstationen bei Atlante und den Jaguares kehrte Rangel nach Toluca zurück und beendete dort seine aktive Laufbahn in der Saison 2004/05. Sein letztes Erstligaspiel bestritt er am 8. Mai 2005 beim 3:1-Auswärtssieg gegen Monterrey.

### Nationalmannschaft
Zwischen dem 24. Januar und dem 3. Juni 2001 bestritt Rangel fünf Länderspieleinsätze und verlor sämtliche Spiele mit der mexikanischen Nationalmannschaft:
- 24. Januar 2001 gegen Bulgarien 0:2
- 31. Januar 2001 gegen Kolumbien 2:3
- 26. Mai 2001 gegen England 0:4
- 1. Juni 2001 gegen Südkorea 1:2
- 3. Juni 2001 gegen Frankreich 0:4

Während die ersten drei Begegnungen Testspiele waren, fanden die beiden anderen Spiele im Rahmen des Konföderationen-Pokals 2001 statt.

## Erfolge
- Mexikanischer Meister: Verano 1998, Verano 1999, Verano 2000